# كوجي إينادا
كوجي إينادا (باليابانية: 稲田 浩司) مواليد 14 مارس 1964 في طوكيو، اليابان، هو فنان مانغا ياباني. لديه أسلوب رسم مشابه لأسلوب أكيرا تورياما. وهو مرتبط بشونن جمب الأسبوعية. من أعماله داي الشجاع.

## وصلات خارجية
- كوجي إينادا على موقع IMDb (الإنجليزية)
- كوجي إينادا على موقع ANN person (الإنجليزية)